# Drifters (manga)
Drifters (ドリフターズ?) es un manga escrito e ilustrado por Kōta Hirano. Es su trabajo más reciente, después de Hellsing. Hirano empezó a publicar en la revista Young King OURs, de la editorial japonesa Shōnen Gahōsha, el 30 de abril de 2009. El manga no sigue un ritmo de publicación regular, 5 tomos en 9 años, al igual que sucedió con los 10 tomos en 11 años de Hellsing. El manga está siendo publicado en España por Norma Editorial.

## Argumento
Durante la Batalla de Sekigahara, Shimazu Toyohisa logra herir gravemente a Ii Naomasa, quien decide retirarse. Mientras Toyohisa vaga sin rumbo por el campo de batalla, herido y desangrándose, es teletransportado a un corredor con varias puertas. En el centro se encuentra un extraño hombre con varios documentos en su escritorio, entre los cuales hay uno referente a Shimazu. Antes de poder manifestar su sorpresa, la puerta más cercana lo succiona y se despierta en otro mundo donde personajes históricos y grandes guerreros como él han sido teletransportados desde distintas épocas y lugares del mundo. A ellos se les conocerá como Drifters. En este mundo coexisten varias razas fantásticas, como elfos, enanos y hobbits, que están perdiendo una gran guerra contra la población humana. Estos pueblos, subyugados por los seres humanos, tienen prohibido fraternizar con los Drifters.
Sin embargo, los humanos tienen su propia guerra, casi perdida, contra otro grupo de grandes guerreros: los Offscourings, también llamados Ends. Su objetivo es hacerse con el dominio del mundo y matar a todos los Drifters. Bajo el mando de los Offscourings hay varias criaturas terribles, como dragones y orcos, que son utilizados para destruir todo a su paso. Al inicio de la serie, el ejército de los Offscourings tiene el control de la parte norte del continente, y actualmente están tratando de invadir el sur a través de una fortaleza clave en el extremo norte de la nación de Carnéades. Mientras tanto, la "Organización Octubrista", un grupo de magos humanos nativos de este mundo, intenta reunir a los Drifters para combatir y salvar al mundo de sus brutales enemigos.

## Personajes

### Drifters
Shimazu Toyohisa (島津 豊久?)
 Seiyū: Yūichi Nakamura (actor nacido en 1980)
Es el protagonista del manga. Históricamente murió en el año 1600 d. C. Cuando llegó por primera vez al mundo de los Drifters, estaba herido de gravedad, pero unos jóvenes elfos lo llevan a la guarida de Nobunaga y Yoichi. De los tres Drifters del grupo, Shimazu es el que más dispuesto se muestra en ayudar a los elfos. Primero, ataca a los seres humanos que los están masacrando; luego, los convence para que maten a su líder. Utiliza una ōdachi o espada larga y también se le puede ver con una wakizashi o espada corta. Además, en las ocasiones en que es inviable usar sus espadas, recurre a lo que parece ser un tanegashima, un tipo de arcabuz. A pesar de su actitud agresiva y violenta es de hecho muy inteligente, astuto y honorable siguiendo el código del samúrai tiene un sentido agudo para la batalla y la táctica, aunque él no se da cuenta de estos talento.
Oda Nobunaga (織田 信長?)
 Seiyū: Naoya Uchida
Murió históricamente dieciocho años antes que Toyohisa (1582), pero apenas lleva 6 meses en el mundo de Drifters. Es un famoso señor de la guerra que conquistó la mayor parte de Japón durante el período Sengoku. Históricamente se le conoce por ser el daimio que dio el primer paso en pos de la unificación de Japón, y el primer comandante del ejército japonés en emplear armas de fuego en las batallas. Quizás sea esta la razón por la cual en el manga utiliza un arcabuz. Nobunaga es muy ambicioso y astuto, con el deseo de establecer un multirracial federación en el nuevo mundo con Toyohisa como su líder. Nobunaga actúa en el grupo como estratega militar.
Nasu no Yoichi (那須与一?)
 Seiyū: Mitsuki Saiga
Es un hombre de 19 años con apariencia andrógina. A pesar de haber muerto mucho antes que Nobunaga y Toyohisa, es el más joven del grupo; no obstante, la fecha de su muerte histórica no está del todo clara, los registros la sitúan en 1189, 1190 o 1232, en cuyo caso tendría 64 años. Se le conoce en la historia por haber sido un poderoso guerrero que sirvió a Minamoto no Yoshitsune durante las Guerra Genpei, además de aparecer en el Cantar de Heike. Sin embargo, Nobunaga señala que no es como que sugieren los relatos históricos. Yoichi es el arquero del grupo y se encarga de matar a los enemigos que huyen o que los intentan atacar. Durante la Guerra Genpei, se vio obligado a cometer varios actos deshonrosos por Yoshitsune, a pesar de tener una fuerte creencia de Bushido. Ahora como Drifter, Yoichi decide mantener su honorable naturaleza y es el más nivelado del trío.
Aníbal Barca
 Seiyū: Yutaka Aoyama
Famoso comandante militar cartaginés. Murió en el 183 a. C. o 181 a. C. En Drifters, se lo ve discutiendo o yéndose a los golpes la mayor parte del tiempo con Publius Cornelius sobre la Batalla de Zama. Después de ser separado de Escipión, Aníbal se vuelve deprimido y senil, pero todavía es capaz de articular tácticas de batalla a sus compañeros Drifters a través de medios indirectos. Este actúa como consejero militarde Nobunaga desde que fue dejado al cuidado del grupo de Toyohisa.
Escipión el Africano
 Seiyū: Hiroshi Yanaka
Adversario de Aníbal, es un romano que luchó durante la segunda guerra púnica. Se cree que ha muerto alrededor de 183 a.c. Se lo ve en Drifters, sosteniendo una discusión con Aníbal, afirmando que "el ganador lo lleva todo" ya que los romanos ganaron en la Batalla de Zama. Más tarde, ambos se retiran con otros Drifters durante el ataque del Rey Negro, para irse a reunir con Shimazu.
Los Wild Bunch
 Seiyū: Daisuke Ono
 Seiyū: Wataru Takagi
Son Butch Cassidy y Sundance Kid. Transportados desde el Lejano Oeste, los forajidos ahora luchan contra el Rey Negro y sus ejércitos. Ellos llevan una gran cantidad de armas de fuego entre ellas ametralladoras y pistolas. Pero no es posible para ellos conseguir municiones en el nuevo mundo por lo que muchas de sus armas son en la actualidad inútiles, sin embargo se las dejaron a cargo de Nobunaga para que el pudiera reproducirlas y crear municiones al ver que pudo hacer pólvora.
Kanno Naoshi (菅野直?)
 Seiyū: Tatsuhisa Suzuki
Durante una batalla con el Rey Negro, con los Drifters bajo el ataque de un dragón, el piloto de combate de la Segunda Guerra Mundial Naoshi Kanno es transportado a ese mundo piloteando su caza Kawanishi N1K Shiden, momento en que se decide matar a los dragones del Rey Negro al ver como estos quemaban la ciudad humana llena de civiles y como esto le recordaba los bombardeos estadounidenses en las ciudades japonesas durante la Segunda Guerra Mundial. Aunque su avión estaba seriamente dañado antes de llegar, logra matar por sí solo cinco dragones antes de ser derribado. Cuando Escipión se extravía mientras huía junto a Aníbal y los Wild Bunch descubre que Naoshi sobrevivió ileso y vive con una tribu de Kobolds que lo creen un dios. Finalmente Aníbal y Naoshi comienzan a viajar juntos hasta llegar al portaaviones Hiryū y encontrarse con el Almirante Yamaguchi, lo que permite a Naoshi obtener nuevo arsenal y aeronaves gracias a los cuales puede rescatar a Toyohisa de morir en la batalla de los Campos de Mamón.

### Offscourings
Rey Negro (黒王 Kokuoō?)
 Seiyū: Taiten Kusunoki
Es el aparente líder de la Offscourings. Su bandera lleva la flor de lis, aludiendo a la nobleza europea. Afirma que una vez trató de "salvar" a la humanidad, pero desde entonces ha cambiado su agenda hacia los seres no humanos, después de los humanos hubieran "renegado" de él. Su identidad aún no se ha establecido, sin embargo, se ha dado a entender que él puede ser Jesucristo. En el capítulo 20, el Rey Negro hace un llamamiento a sus soldados a "estrangular a la higuera antes de que pueda dar sus frutos", referencia a la maldición de la higuera. También demuestra poderes para curar y multiplicar la comida, mientras las palmas de sus manos tienen perforaciones similares a los estigmas de Jesús. Según Rasputin, su poder radica en controlar a voluntad la multiplicación celular de cualquier materia viva, gracias a esto y dependiendo del uso que le dé, puede multiplicar comida, sanar heridas, matar e incluso enfermar de cáncer o tumores a quien desee.
Hijikata Toshizō (土方 歳三?)
 Seiyū: Hiroki Yasumoto
Rōnin y ex vicecomandante de los Shinsengumi que murieron luchando en el nombre del shogunato Tokugawa durante la Guerra Boshin. Hijikata tiene la capacidad de utilizar el humo con el fin de manifestar las imágenes fantasmales de los miembros del Shinsengumi y con ellos atacar a distancia a sus enemigos. Odia en especial a Toyohisa, ancestro del clan que ve como responsable de las desgracias del Shinsengumi.
Juana de Arco
 Seiyū: Junko Minagawa
Héroe de la guerra de los Cien Años entre Francia e Inglaterra. Es ahora una offscourings al servicio del Rey Negro. Al parecer, enloqueció después de su muerte en la hoguera (sus cruces cristianas ahora están al revés), Juana ahora desea nada más que ver el mundo arder. Tiene la capacidad de manipular el fuego, sin embargo Toyohisa la califica, a pesar de sus poderes, como alguien inexperto en batalla y fácil de derrotar ya que su idea de combatir es simplemente quemar sin control y atacar sin estrategia o inteligencia. Tras sufrir una derrota humillante, abrumadora y rápida a manos de Toyohisa, quien se negó a matarla por considerar que una mujer o está a la altura de ser un oponente, se ha obsesionado con la idea de vengarse y quemar a los drifters.
Gilles de Rais
 Seiyū: Kenji Nomura
Un noble francés que alguna vez, fue uno de los de compañeros de armas y confidente de Juana de Arco, pero posteriormente fue ejecutado por múltiples casos de asesinato, sodomía y herejía. Sigue acompañando a Juana a la batalla, incluso en la muerte. Su poder se basa en el anhelo que tuvo en esta vida de resistir y permanecer vivo hasta poder estar con Juana nuevamente después que ella fuera quemada, transformado en offscouring ahora radica en la capacidad de seguir vivo sin importar el daño que su cuerpo reciba al punto que para poder acabar con él Butch y Sundance debieron vaciar sobre él todos los cargadores de una ametralladora Gatling hasta pulverizar su cuerpo.
Anastasia Romanov
 Seiyū: Junko Kitanishi
La hija del Zar Nicolás II de Rusia, Anastasia murió a los 17 años, fusilada por el Ejército Rojo junto a toda su familia, tras la Revolución Rusa. Ahora, ella tiene la capacidad de crear tormentas de nieve, sin embargo se ha mencionado que no puede usarlo de forma plena ya que aún no es capaz de comprender totalmente la naturaleza de su habilidad.
Minamoto no Yoshitsune (源 義経?)
 Seiyū: Akira Ishida
Aunque lucha por los Offscourings por solicitud del Rey Negro, puede luchar cuando quiera y contra quién desee. Aunque él era el líder de Yoichi en el pasado, ahora no se sabe cuál es su intención en este mundo al punto que ni los octobristas ni el propio Rey negro tienen una real certeza de si se trata de un genuino offscouring o un drifter. En el manga se muestra que estando vivo encontró la entrada al pasillo de las puertas que EASY y Murasaki usan para convocar a guerreros mientras alguno de ellos llamaba a algún personaje y entró a este nuevo mundo sin ser realmente un convocado.
Grigori Rasputin
 Seiyū: Masahiko Tanaka
Un famoso místico ruso que una vez tuvo una gran influencia sobre la Corte Imperial de Rusia debido a su capacidad de supuestamente curar al heredero hemofílico de la familia Romanov, Alexei. Ahora es el sirviente del Rey Negro. Su poder se basa en su pasado como influencia de la corona rusa desde las sombras y la costumbre de manipular a la gente según sus deseos; ahora esa capacidad se ha convertido en el poder de usar magia para proyectar su sombra a distancia como si se tratar de un holograma a través del cual puede ver y oír donde se manifieste, además del poder de controlar el cuerpo de la gente como si fueran marionetas.

### Imperio Orte
Adolf Hitler
El Führer y Canciller de la Alemania nazi. Hitler terminó apareciendo en este nuevo mundo como un drifter cincuenta años antes de la historia actual e inspirando a los humanos locales a través de discursos en una taberna a levantarse y formar el Imperio Orte, segundo grupo antagonista de la historia, al lado de la Offscourings. Poco después, Hitler volvió a desaparecer, pero sus seguidores en el Imperio siguen practicando sus principios, persiguiendo a las razas no humanas y refiriéndose a él, como el "Padre". En un principio se desconoce si se trataba de un Drifter o un Offcourring, pero Saint Germain, quien lo conoció y admiraba su visión, es categórico en señalar que se trataba de un Drifter, ya que los Offscouring solo buscan la destrucción del mundo, mientras que Hitler no solo creó una nación organizada que dio estabilidad a los humanos, también creó un enemigo que los unificara y un país con políticas e ideología complejas además de idear y echar a andar maquinaciones y conflictos internos que mantienen facciones de poder divididas y en oposición constante que evitan la unidad a la vez que mantiene funcionando el gobierno hasta la actualidad.
Conde de Saint Germain
 Seiyū: Tomokazu Sugita
Un homosexual noble que posee 1/4 partes del Imperio y era el más cercano aliado de Hitler, durante la formación del Imperio. Se dice que el Imperio no podría haber existido sin su "traición" y como tal es libre de vivir como le plazca, sin críticas por parte de ninguno de sus compañeros. A pesar de esta posición, no es leal al Imperio y sabe que su fin está cerca y, como tal, tiene previsto llegar hacia donde se encuentran los elfos y los Drifters que los acompañan. A pesar del hecho de que tiene más de cincuenta años, siendo la formación del Imperio, cincuenta años antes de la historia actual, sigue apareciendo como un joven travesti con una afeminada personalidad. Al encontrarse con los demás drifters el mismo afirma ser uno siendo clara referencia al alquimista El conde de Saint Germain.

### Organización Octubrista
Shem Olmine
 Seiyū: Shiho Kokido
Una maga de los octubristas. Fue acusada de observar lo que hacia el grupo de Toyohisa. Ella parece ser bastante incompetente en sus misiones, y está aterrorizada de los Drifters. Después de que ella sea descubierta, es secuestrada por el grupo de Toyohisa, así que les cuenta la historia de los Drifters y Offscourings. A menudo se utiliza como alivio cómico, se muestra de una manera generalmente incompetente, impotente y cobarde, y es un blanco frecuente de acoso sexual por Nobunaga (que llama a sus nombres como "Olminipples"), pero puede ser útil debido a sus habilidades En la brujería. Olminu también puede servir como espectador de la historia, con la narrativa iluminando elementos de trama a través de su percepción.
Abe no Seimei (安倍 晴明?)
 Seiyū: Takahiro Sakurai
Abe no Seimei, también conocido como Abe no Haruakira, es un legendario mago japonés que dedicó su vida a la exterminación de los Offscourings poco después de que apareció por primera vez en el nuevo mundo como un vagabundo sin embargo es algo obsesivo con esa meta lo que lo hizo entrar en conflicto con toyohisa (al no querer matar a jean). Él ahora sirve como el líder de la Organización Octobrista, se ha dado a entender que él y Murasaki tuvieron más interacción que con los demás drifters.
Ham
 Seiyū: Masakazu Nishida
Asistente del Gran Maestro.

### Otros
Murasaki (紫?)
 Seiyū: Mitsuru Miyamoto
Un hombre con gafas que siempre viste un traje y se sienta en medio de un corredor con puertas a su alrededor. Él al parecer, es el responsable de la aparición de los Drifters, usándolos como un medio para corregir el mal causado por la conquista por parte de los Offscourings, dentro del mundo mágico. A menudo se le ve fumando y leyendo un periódico que da noticias de los acontecimientos relacionados con los Drifters.
EASY (イーズィー?)
 Seiyū: Kanae Itō
Es una joven mujer con el pelo largo y negro vestida como una lolita gótica; al parecer, la contraparte con Murasaki. Es responsable de los Offscourings, una fuerza de oposición similar en origen a los Drifters, pero a diferencia de ellos los eventos que vivieron en su vida previa los hace despreciar a la humanidad. Está en una habitación cercana al corredor, con varios conejos de peluche y amueblada, y al igual que Musaraki, está al tanto de la evolución de los Drifters por el periódico que ella lee en su computadora portátil.
Isoroku Yamamoto (山本 五十六?)
En el capítulo 19, el ataque ordenado por la Federación de Comercio en contra de la flota del País del Orte; hace que el grito de victoria dado por parte de los tripulantes de la Federación, sea "Tora Tora Tora". Haciendo que su líder, "el Almirante", que les dijo que hacer a partir de su victoria. Se sugiere que el famoso almirante japonés está presente en el manga, pero esto aún no ha sido confirmado. Lo mismo con su lealtad, estando del lado de los seres humanos, haciendo que se lleven indicios de que es un Drifter.

## Organizaciones

### Drifters
Muchos héroes y guerreros de diferentes épocas, y culturas parecen haber sido llevados a este nuevo mundo de Murasaki, donde están destinados a luchar contra los Offscourings. Un elemento en común en los Drifters es que aunque impulsados por la violencia, la conquista y la victoria, no son crueles tampoco soportan el daño de los inocentes lo que hacen que otros quieran seguirlos. a diferencia de los Offscourings no pueden desarrollar poderes especiales en el nuevo mundo a menos que hayan nacido con ellos, sin embargo todos pueden percibir a los offscourings acercándose para la batalla por lo tanto dependen únicamente de la tecnología y la tenacidad para sobrevivir.

### Offscourings (Ends)
La fuerza opuesta a los Drifters en este mundo, son principalmente de personajes históricos que murieron en circunstancias poco ortodoxas y violentas. A diferencia de los Drifters, sin embargo, los Offscourings son capaces de utilizar los poderes sobrenaturales que reflejan sus respectivas causas de muerte dándoles una considerable ventaja, son personas que han abandonado totalmente su humanidad impulsados únicamente por su odio a los humanos y cualquiera que los ayude (incluidos los elfos y enanos) por las traiciones y tragedias que sufrieron en la tierra. Parecen ser introducidos en el nuevo mundo por EASY que está en desacuerdo con Murasaki, sin embargo al igual que los drifters la razón final de su aparición es desconocida actualmente.

### Organización Octubrista
Un grupo de seres humanos, conocidos como magos, nativo de este mundo cuya misión es observar y recoger Drifters en grupos. Ellos parecen estar implicados en la lucha contra los Offscourings. Además, están separados del grupo de seres humanos que subyugan a los semihumanos en el nuevo mundo.

### Imperio Orte
Segunda facción antagonista de la historia, luego de los Offscourings. Es un país que fue establecido por Hitler. Se expandió a través de la conquista de los territorios vecinos, a pesar de la muerte de Hitler sus seguidores en el Imperio siguen practicando sus principios, persiguiendo y esclavizando a las razas no humanas. Sus habitantes, se refieren a Hitler como el "Padre" su capital es berlina. A causa de las prácticas discriminatorias y opresivas sobre las razas semihumanas los octubristas se mantienen separados de ellos, en la actualidad el imperio esta en decadencia debido a los conflictos generales y la amenaza inminente de los Offscourings, es el primer objetivo de toyohisa y los drifters su conquista por medio de la liberación de los pueblos oprimidos por ellos que empezaron con los elfos y enanos.

## Contenido de la obra

### Manga
El manga original, escrito por Kōta Hirano, empezó su publicación el 30 de abril de 2009. Hasta el momento lleva publicados 86 capítulos, recopilados en 7 volúmenes.

#### Lista de capítulos
| Núm. | Fecha de lanzamiento    | ISBN en japonés        | ISBN en español        |
| --- | ----------------------- | ---------------------- | ---------------------- |
| 1 | 7 de julio de 2010      | ISBN 978-4-7859-3407-1 | ISBN 978-84-679-0496-3 |
| - 1. "Canción de Batalla" - 2. "A través del tiempo" - 3. "El señor demonio del sexto cielo" - 4. "La luna sobre el castillo en ruinas" - 5. "Huellas" - 6. "Uno de los impotentes" - 7. "Vamos de Prisa" - 8. "Ejército de Minas" - 9. "Arden mis Sueños" - 10. "Mi novio es un piloto" - 11. "Corazón de Samurái"                                                                             |                         |                        |                        |
| 2 | 13 de octubre de 2011   | ISBN 978-4-7859-3714-0 | ISBN 978-84-679-0879-4 |
| - 12. "Corazón Activo" - 13. "Pónganse de pie para la Victoria" - 14. "Preparados, listos, ya" - 15. "Magia de Mono" - 16. "Ventosa" - 17. "Recuerda el Amor" - 18. "Hombres del Destino" - 19. "Buceo para ti" - 20. "Reflector" - 21. "Conductor del Caos" - 22. "Lo colateral de una pelea"                                                                                                  |                         |                        |                        |
| 3 | 18 de marzo de 2013     | ISBN 978-4-7859-5043-9 | ISBN 978-84-679-1508-2 |
| - 23. "Toca y vete" - 24. "Patealo" - 25. "Misterio - Llamame" - 26. "Borde Cambiado" - 27. "Ángel Guardián" - 28. "Explosión de Dinamita" - 29. "Bombardero Serio" - 30. "Razón de Ser" - 31. "Plato de Arroz" - 32. "Presagio" - 33. "Baba Yetu" - 34. "¿Cómo?" - 35. "Los Cómplices Ríen" |                         |                        |                        |
| 4 | 27 de octubre de 2014   | ISBN 978-4-7859-5436-9 | ISBN 978-84-679-2006-2 |
| - 36. "Amante de Tiempo Dorado" - 37. "Sonríe sin Reír" - 38. "¡No interfieras!" - 39. "El arma del Daymio" - 40. "Mirando al Shinsengumi" - 41. "Limpiador De Fantasmas" - 42. "Danza de Guerrero" - 43. "Okuman Mayor" - 44. "La Canción del Fervoroso Hombre de Kyushu" - 45. "¿Que hay de mi estrella?" - 46. "Dinero Dinero Dinero" - 47. "Baile Mononoke"                                 |                         |                        |                        |
| 5 | 6 de junio de 2016      | ISBN 978-4-7859-5790-2 | -                      |
| - 48. "Convierte a quien soy Yo en Cualquier Cosa Menos Humano" - 49. "Reescribir" - 50. "Traer una guerra" - 51. "Falso Hooligan" - 52. "El Tipo más Increíble en Clases" - 53. "Nueva Teoría de Modo Híbrida" - 54. "El Caballero Extravagante" - 55. "Volviéndose Loco" - 56. "Caza-Caza" - 57. "Trabajo del Dios de la Guerra" - 58. "Sin Lugar donde Esconderse" - 59. "Dibujar una Línea" |                         |                        |                        |
| 6 | 30 de noviembre de 2018 | ISBN 978-4-7859-6344-6 | -                      |
| - 60. "Etapa de la tierra" - 61. - 62. "La ley de la llama" - 63. "Arrullo de hierro" - 64. "Después de la caída" - 65. "Cazador de colores de ensueño" - 66. "Dragón" - 67. "Persistencia maliciosa" - 68. "Razón" |                         |                        |                        |
| 7 | 10 de agosto de 2023    | ISBN 978-4-7859-7497-8 | -                      |
| |                         |                        |                        |

### Anime
En la edición de mayo de 2015 de Young King OURs se anunció que el manga Drifters tendría una adaptación al anime . Un centro de producción para el anime ha sido puesto en libertad. Más tarde se dio a conocer el reparto del equipo que adaptaría el manga al anime :
- Director: Kenichi Suzuki
- Guion: Hideyuki Kurata y Yousuke Kuroda
- Diseño de los personajes: Ryoji Nakamori
- Director jefe de animación: Ryoji Nakamori
- Investigación de trasfondo: Seiichi Shirato
- Dirección artística: Ken’ichi Tatefuji
- Producción CG: Garyo Tanaka
- Dirección CG: Tomohisa Takae
- Color: Haruko Nobori
- Dirección de sonido: Yota Tsuruoka
- Diseño: Setta
- Edición: Kiyoshi Hirose
- Producción: Drifters Production Committee

La serie se estrenó en octubre de 2016 y cuenta con el siguiente reparto:
| Personaje        | Seiyū Original (Japón) |
| ---------------- | ---------------------- |
| Shimazu Toyohisa | Yūichi Nakamura        |
| Oda Nobunaga     | Naoya Uchida           |
| Nasu no Yoichi   | Mitsuki Saiga          |
| Abe no Seimei    | Takahiro Sakurai       |
| Olminu           | Shiho Kokido           |
| Kafeto           | Masakazu Nishida       |
| Jeanne d'Arc     | Junko Minagawa         |
| Gilles de Rais   | Kenji Nomura           |
| Anastasia        | Junko Kitanishi        |
| Rasputin         | Masahiko Tanaka        |
| Hijikata Toshizo | Hiroki Yasumoto        |
| Murasaki         | Mitsuru Miyamoto       |

#### Lista de episodios
| N.º | Título | Estreno                 |
| --- | --- | ----------------------- |
| 1   | «Canción de Batalla» «Fight Song» | 7 de octubre de 2016    |
| 2   | «Huellas» «Kakatonaru» (踵鳴る) | 14 de octubre de 2016   |
| 3   | «Nuestro Ejército - Salida al Amanecer» «Ore-gun akatsuki no shutsugeki» (俺軍 暁の出撃)                                                                              | 21 de octubre de 2016   |
| 4   | «Corazón Activo» «Akutibuhāto» (アクティブハート) | 28 de octubre de 2016   |
| 5   | «Recuperando el Amor» «Aiwotorimodose» (愛をとりもどせ) | 4 de noviembre de 2016  |
| 6   | «Hombres del Destino» «Men of Destiny» | 11 de noviembre de 2016 |
| 7   | «Conductor del Caos» «Kaosudaibā» (カオスダイバー) | 18 de noviembre de 2016 |
| 8   | «Misterio - Llámame» «Fushigi CALL ME» (不思議CALL ME) | 25 de noviembre de 2016 |
| 9   | «Bombardero Serio» «Honki bonbā» (おねがいオーディション) | 2 de diciembre de 2016  |
| 10  | «Baba Yetu» «Baba Yetu» | 9 de diciembre de 2016  |
| 11  | «Aventuras del Daimyō de la Pistola ~La Canción del Contador de Arcabuces~» «Pisutoru daimyō no bōken 〜hinawa maru kazoeuta〜» (ピストル大名の冒険 〜火縄丸数え歌〜) | 16 de diciembre de 2016 |
| 12  | «Mirando al Shinsengumi ~La Canción del Fervoroso Hombre de Kyūshū~» «Mitsumete shinsengu 〜nekketsu Kyūshū danji no uta〜» (みつめて新選組 〜熱血九州男児の唄〜)     | 23 de diciembre de 2016 |

## Recepción
Habiendo sido lanzado en junio de 2016, el 5.º volumen del manga fue el 66.º más vendido en Japón durante el período comprendido entre el 23 de noviembre de 2015 y el 20 de noviembre de 2016, con 486.325 copias.
La edición de 2017 de la guía Kono Manga ga Sugoi! de la compañía Takarajimasha ha revelado el top 20 de los mejores mangas, tanto por lectores masculinos como femeninos. La obra de Hirano ha sido elegida como la 7.º mejor, según los lectores hombres, compartiendo el lugar con el manga Sangatsu no Lion.